# Girl Who Got Away
Girl Who Got Away – czwarty album studyjny Dido, wydany 4 marca 2013 roku. Większość piosenek na płycie została napisana i wyprodukowana przez Dido i jej brata Rollo Armstronga. Nagrania odbywały się, gdy piosenkarka była w ciąży. Tematykę, którą na krążku podejmuje artystka, stanowią: nadzieja, bunt i rozstanie. Nastrój płyty buduje ciepły głos Dido oraz brzmienie elektroniczne nawiązujące do pierwszej płyty piosenkarki pt. "No Angel". Na albumie w utworze i pierwszym singlu amerykańskim "Let Us Move On" gościnnie rapuje Kendrick Lamar. W Polsce, jak i wielu krajach, promocja krążka zaczęła się od singla "No Freedom". Album debiutował na 5. miejscu OLiS.

## Lista utworów
| Nr  | Tytuł (autor i kompozytor)                                                                                 | Producent           | Długość |
| --- | --- | ------------------- | ------- |
| 1.  | "No Freedom" (Dido Armstrong, Rick Nowels)                                                                 | Rollo, Dido, Nowels | 3:16    |
| 2.  | "Girl Who Got Away" (D. Armstrong, Rollo Armstrong)                                                        | Dido, Rollo         | 3:23    |
| 3.  | "Let Us Move On" (featuring Kendrick Lamar)(D. Armstrong, R. Armstrong, Jeff Bhasker, Lamar, Pat Reynolds) | Rollo, Dido         | 4:10    |
| 4.  | "Blackbird" (D. Armstrong, R. Armstrong)                                                                   | Rollo, Dido         | 4:09    |
| 5.  | "End of Night" (D. Armstrong, Greg Kurstin)                                                                | Kurstin             | 3:58    |
| 6.  | "Sitting On the Roof of the World" (D. Armstrong, Nowels, R. Armstrong)                                    | Rollo, Dido         | 3:18    |
| 7.  | "Love to Blame" (D. Armstrong, R. Armstrong, John Harrison, Vera Bohl)                                     | Rollo, Dido, P*Nut  | 4:36    |
| 8.  | "Go Dreaming" (D. Armstrong, R. Armstrong, Nowels)                                                         | Rollo, Dido         | 4:24    |
| 9.  | "Happy New Year" (D. Armstrong, Kurstin, R. Armstrong)                                                     | Kurstin             | 3:29    |
| 10. | "Loveless Hearts" (D. Armstrong, R. Armstrong)                                                             | Rollo, Dido         | 3:05    |
| 11. | "Day Before We Went to War" (D. Armstrong, R. Armstrong, Brian Eno)                                        | Rollo, Dido         | 5:12    |

### wersja ITunes
Dodatkowy utwór (bonus track) czyli remiks piosenki "No Freedom".
| Nr  | Tytuł (autor i kompozytor)                                | Producent           | Długość |
| --- | --------------------------------------------------------- | ------------------- | ------- |
| 12. | "No Freedom" (Benny Benassi Remix) (D. Armstrong, Nowels) | Rollo, Dido, Nowels | 5:58    |

## DeLuxe Edition (CD2)
| Nr | Tytuł (autor i kompozytor)                                                                         | Producent                 | Długość |
| -- | -------------------------------------------------------------------------------------------------- | ------------------------- | ------- |
| 1. | "Let Us Move On" (featuring Kendrick Lamar) (D. Armstrong, R. Armstrong, Bhasker, Lamar, Reynolds) | Bhasker, Plain Pat        | 4:32    |
| 2. | "All I See" (featuring Pete Miser) (D. Armstrong, Pete Ho)                                         | Dido, Rollo, Miser        | 3:44    |
| 3. | "Just Say Yes" (D. Armstrong, Lester Mendez, R. Armstrong)                                         | Rollo, Dido               | 3:35    |
| 4. | "Let's Runaway" (D. Armstrong, Kurstin)                                                            | Kurstin                   | 4:23    |
| 5. | "Everything to Lose" (Armin Van Buuren Remix)(D. Armstrong, Ayalah Bentovim, R. Armstrong)         | Rollo, Dido, Sister Bliss | 5:55    |
| 6. | "Lost" (D. Armstrong, Jon Brion, Matt Chamberlain)                                                 | Brion                     | 4:17    |

## Cytaty
- Dido: “Praca nad tą płytą była czystą przyjemnością. Nie byłam poddawana żadnej presji”[4]

## Notowania i certyfikaty
| Kraj                  | Najwyższa pozycja |
| --------------------- | ----------------- |
| Australia             | 12                |
| Austria               | 6                 |
| Belgia (Flandria)     | 14                |
| Belgia (Walonia)      | 7                 |
| Chorwacja             | 19                |
| Czechy                | 12                |
| Dania                 | 23                |
| Finlandia             | 45                |
| Francja               | 3                 |
| Grecja                | 20                |
| Hiszpania             | 13                |
| Holandia              | 8                 |
| Irlandia              | 14                |
| Korea Południowa      | 46                |
| Niemcy                | 2                 |
| Norwegia              | 8                 |
| Nowa Zelandia         | 11                |
| Polska                | 5                 |
| Szkocja               | 6                 |
| Szwajcaria            | 2                 |
| Szwajcaria (Romandie) | 1                 |
| Szwecja               | 20                |
| Tajwan                | 4                 |
| Węgry                 | 3                 |
| Wielka Brytania       | 5                 |
| Włochy                | 24                |

| Kraj                  | Certyfikat    | Sprzedaż |
| --------------------- | ------------- | -------- |
| Polska (ZPAV)         | złota płyta   | 10,000+  |
| Wielka Brytania (BPI) | srebrna płyta | 60,000+  |